# Rajd Ypres 1999
Rajd Ypres 1999 (35. Belgium Ypres Westhoek Rally) – 35. edycja rajdu samochodowego Rajd Ypres rozgrywanego w Belgii. Rozgrywany był od 25 do 27 czerwca 1999 roku. Była to dwudziesta szósta runda Rajdowych Mistrzostw Europy w roku 1999 (rajd miał najwyższy współczynnik – 20), piąta runda Rajdowych Mistrzostw Belgii.

## Klasyfikacja rajdu
| Miejsce                        | Kierowca                     | Pilot                        | Samochód                     | Czas                         | Strata                       |                              |
| Klasyfikacja generalna i ERC   | Klasyfikacja generalna i ERC | Klasyfikacja generalna i ERC | Klasyfikacja generalna i ERC | Klasyfikacja generalna i ERC | Klasyfikacja generalna i ERC | Klasyfikacja generalna i ERC |
| ------------------------------ | ---------------------------- | ---------------------------- | ---------------------------- | ---------------------------- | ---------------------------- | ---------------------------- |
| 1.                             | Freddy Loix                  | Sven Smeets                  | Mitsubishi Carisma GT Evo VI | 3:02:42.3                    | 0.0                          |                              |
| 2.                             | Henrik Lundgaard             | Jens-Christian Anker         | Toyota Corolla WRC           | 3:03:21.8                    | +39.5                        |                              |
| 3.                             | Patrick Snijers              | Geert Derammelaere           | Subaru Impreza S5 WRC '98    | 3:03:30.7                    | +48.4                        |                              |
| 4.                             | David Loix                   | Cédric Pirotte               | Toyota Corolla WRC           | 3:06:05.1                    | +3:22.8                      |                              |
| 5.                             | Kris Princen                 | Dany Colebunders             | Renault Mégane Maxi          | 3:10:52.5                    | +8:10.2                      |                              |
| 6.                             | Rocco Theunissen             | Erwin Mombaerts              | Toyota Corolla WRC           | 3:11:10.0                    | +8:27.7                      |                              |
| 7.                             | Laurent Verhoestraete        | Danny De Canck               | Seat Ibiza Kit Car Evo2      | 3:13:38.8                    | +10:56.5                     |                              |
| 8.                             | Enrico Bertone               | Massimo Chiapponi            | Renault Mégane Maxi          | 3:13:39.9                    | +10:57.6                     |                              |
| 9.                             | Pieter Tsjoen                | Steven Vergalle              | Mitsubishi Lancer Evo V      | 3:17:54.9                    | +15:12.6                     |                              |
| 10.                            | Geert Beauprez               | Jeannick Breyne              | Mitsubishi Lancer Evo V      | 3:18:23.0                    | +15:40.7                     |                              |
| Klasyfikacja mistrzostw Belgii |                              |                              |                              |                              |                              |                              |
| 1.                             | Kris Princen                 | Dany Colebunders             | Renault Mégane Maxi          | 3:10:52.5                    | 0.0                          |                              |
| 2.                             | Laurent Verhoestraete        | Danny De Canck               | Seat Ibiza Kit Car Evo2      | 3:13:38.8                    | +2:46.3                      |                              |
| 3.                             | Enrico Bertone               | Massimo Chiapponi            | Renault Mégane Maxi          | 3:13:39.9                    | +2:47.4                      |                              |
| 4.                             | Pieter Tsjoen                | Steven Vergalle              | Mitsubishi Lancer Evo V      | 3:17:54.9                    | +7:02.4                      |                              |
| 5.                             | Geert Beauprez               | Jeannick Breyne              | Mitsubishi Lancer Evo V      | 3:18:23.0                    | +7:30.5                      |                              |